# Banco de México

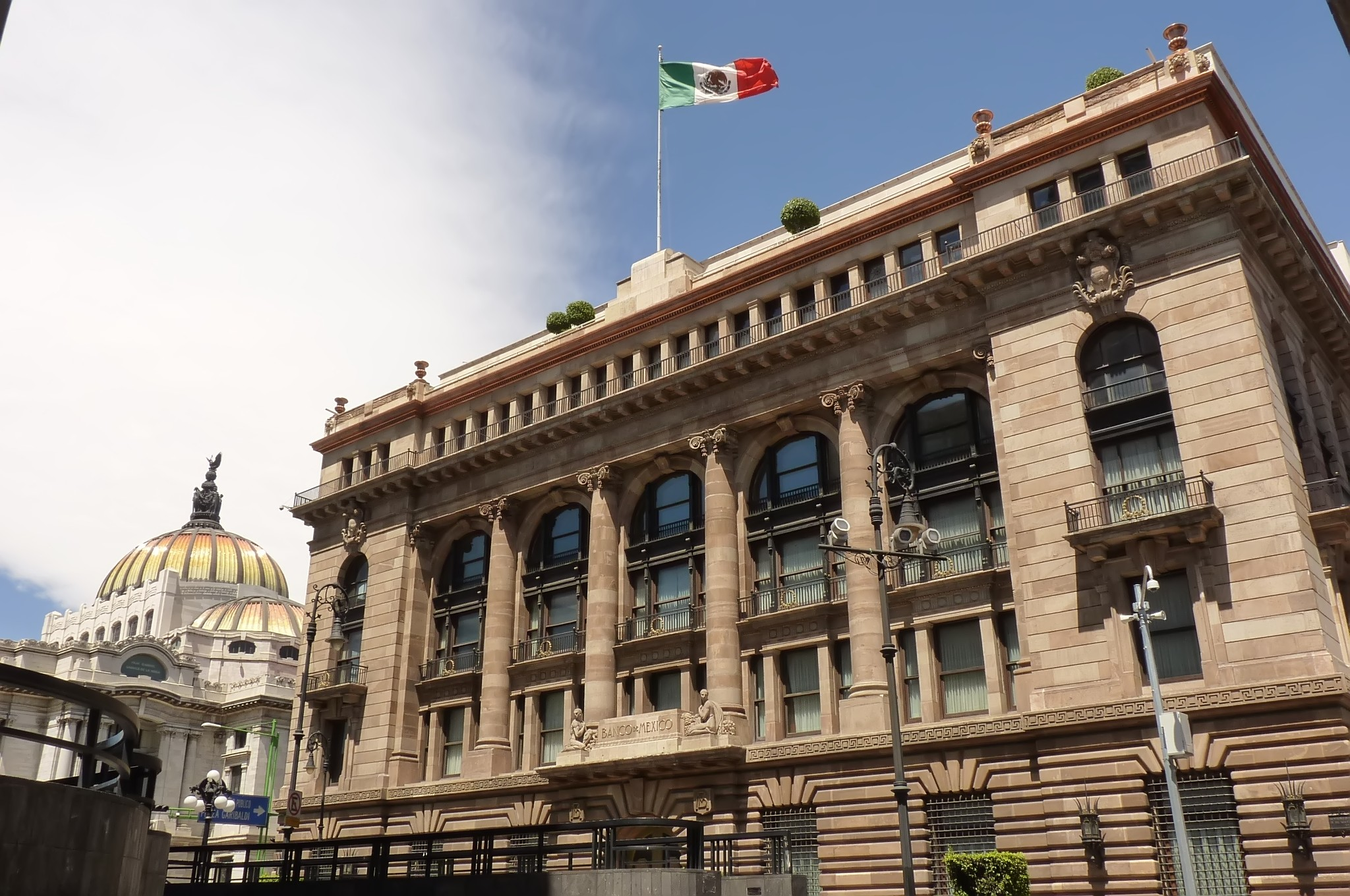
Banco de Mexico i Mexico City

Banco de México är Mexikos centralbank med förkortningen "B de M" eller "Banxico". Den grundades 1 september 1925 under president Plutarco Elías Calles mandatperiod och dess första direktör var Manuel Gómez Morín. Genom Ley Monetaria i juli 1931 fick banken en självständig ställning gentemot övrig administration.